# 大明凤尾蕨
大明凤尾蕨（学名：Pteris decrescens var. parviloba）为凤尾蕨科凤尾蕨属下的一个变种。

## 扩展阅读
- 維基物種上的相關：大明凤尾蕨